# 권영호 (야구인)
권영호(權永浩, 1954년 1월 23일 ~ )는 전 KBO 리그 삼성 라이온즈의 투수이자, KBO 리그 전 한화 이글스의 투수코치이다. 현재는 대구 경일대학교 야구부 코치로 재직중이다. 

## 선수 시절

### 삼성 라이온즈시절
1982년 KBO 리그가 출범함에 따라 연고 팀 삼성 라이온즈의 원년 멤버로 활약하였으며, KBO 리그 사상 첫 전업 마무리 투수로 활동하였다. 직구 속도는 빠르지 않았지만, 체인지업과 제구력을 바탕으로 타자들을 농락했다.
KBO 리그 초창기 당시에는 보직의 차이가 크지 않았다. 1984년까지는 선발로 등판하다가, 1985년 26세이브와 전·후기 통합 우승, 1986년 19세이브를 통해 마무리 투수로 등판했다. 그러나 1985년, 1986년 당시에는 선발에 가까운 170이닝, 140이닝을 휴식 없이 소화해 냈기 때문에, 혹사의 우려 또한 심했는데 1982년 15승(11선발승)을 기록했지만 선수층이 옅은 현실에서 무리한 투구를 한 탓인지 1983년 6승(5선발승), 1984년 6승(3선발승)으로 원년만큼의 활약을 보이지 못했으며 프로 원년 21경기에 선발등판하여 ERA 1.96이란 기록을 남겼으나 2010년 류현진(1.82)에 의해 갱신됐다.
1987년엔 1986년보다 훨씬 적은 이닝(약 90이닝)을 소화해내면서, 최고의 방어율(2.41)을 기록했다(전성기는 선발로 15승을 기록한 1982년에 가깝다). 그러나, 1988년 노쇠화 때문인지 3점대 후반의 방어율과 7세이브를 기록했다. 1989년 19세이브를 끝으로 마무리 보직을 김상엽에게 물려 주고, 마운드를 떠났다.
통산 기록은 56승 49패 100세이브 방어율 3.06이고, 100세이브 달성 당시에는 자신의 별명답게 '명예 소방수'가 되었으며 1982년 8월 7일 해태전에서 완봉승을 기록하여 잠실구장 개장 후 2호 승리투수 겸 1호 완투-완봉승 투수가 됐고 삼성은 다음 날 경기에서도 승리하여 잠실구장 최초 연승 팀이 됐다.

## 야구선수 은퇴 후
은퇴 후 삼성 라이온즈의 코치로 전업했는데 1995년 시즌 후 백인천 감독이 부임하면서 일본 요미우리 자이언츠 연수를 떠났다가 다음 해인 1996년 7월 14일 귀국했으며 그 해 8월 초 잔류군 투수코치를 맡았다가 같은 달 12일부터 1군 투수코치로 보직이 변경됐고 1997년 시즌 뒤 백인천 감독 후임 물망에 올랐으나 소위 '백인천 파동'으로 구설수에 오르는 등 여러 가지 사정 때문에 좌절됐다. 2000년부터 2011년까지 영남대학교 야구부 감독으로 활동했으며, 2003년에 자신의 후임이었던 김상엽을 투수코치로 맞이했다. 이후 삼성 라이온즈의 스카우트로 활동했다가 2013년 롯데 자이언츠의 수석코치로 영입되었다. 2013 시즌 후 권두조와 보직을 맞바꾸어 2군 감독직에 올랐으나, 부임한 지 1주일 만에 갑작스럽게 경질 통보를 받았다.

## 의의
- KBO 리그 사상 첫 전업 마무리 투수로서, 1985년 삼성 라이온즈 통합 우승과 함께, 마무리 보직의 중요성을 일깨워 줬다.
- 초창기 혹사의 문제점을 지적해 주고, 분업이라는 시스템을 통해 발전하는 계기를 만들어 주었다.

## 출신 학교
- 대구신암초등학교
- 성광중학교
- 대건고등학교
- 영남대학교

## 통산 기록
| 연 도          | 소 속          | 나 이          | 승 리 | 패 전 | 승 률 | 평 자 책 | 출 장 | 선 발 | 완 투 | 완 봉 | 세 이 브 | 홀 드 | 이 닝  | 피 안 타 | 피 홈 런 | 볼 넷 | 고 4 | 탈 삼 진 | 몸 맞 | 보 크 | 폭 투 | 실 점 | 자 책 | 타 자 수 | W H I P |
| -------------- | -------------- | -------------- | ----- | ----- | ----- | -------- | ----- | ----- | ----- | ----- | -------- | ----- | ------ | -------- | -------- | ----- | ---- | -------- | ----- | ----- | ----- | ----- | ----- | -------- | ------- |
| 1982           | 삼성           | 29             | 15    | 5     | .750  | 2.37     | 32    | 21    | 6     | 3     | 2        | 0     | 178.2  | 139      | 18       | 52    | 0    | 72       | 7     | 1     | 1     | 57    | 47    | 710      | 1.07    |
| 1983           | 삼성           | 30             | 6     | 10    | .375  | 3.20     | 32    | 15    | 5     | 0     | 7        | 0     | 135.0  | 113      | 7        | 48    | 2    | 49       | 6     | 1     | 2     | 58    | 48    | 556      | 1.19    |
| 1984           | 삼성           | 31             | 6     | 8     | .429  | 3.28     | 29    | 18    | 2     | 0     | 2        | 0     | 137.1  | 124      | 8        | 57    | 3    | 52       | 4     | 1     | 0     | 53    | 50    | 574      | 1.32    |
| 1985           | 삼성           | 32             | 6     | 6     | .500  | 3.50     | 54    | 13    | 0     | 0     | 26       | 0     | 174.2  | 170      | 14       | 68    | 4    | 81       | 3     | 1     | 4     | 75    | 68    | 746      | 1.36    |
| 1986           | 삼성           | 33             | 7     | 7     | .500  | 2.77     | 38    | 10    | 3     | 1     | 19       | 0     | 146.1  | 121      | 12       | 53    | 3    | 74       | 2     | 0     | 6     | 47    | 45    | 593      | 1.19    |
| 1987           | 삼성           | 34             | 5     | 3     | .625  | 2.41     | 32    | 2     | 0     | 0     | 18       | 0     | 89.2   | 74       | 7        | 30    | 1    | 28       | 0     | 0     | 1     | 27    | 24    | 356      | 1.16    |
| 1988           | 삼성           | 35             | 7     | 5     | .583  | 3.73     | 29    | 4     | 1     | 1     | 7        | 0     | 72.1   | 61       | 5        | 40    | 6    | 24       | 1     | 0     | 1     | 32    | 30    | 308      | 1.40    |
| 1989           | 삼성           | 36             | 4     | 5     | .444  | 3.63     | 42    | 3     | 1     | 0     | 19       | 0     | 86.2   | 83       | 6        | 39    | 1    | 41       | 1     | 2     | 0     | 39    | 35    | 366      | 1.41    |
| KBO 통산 : 8년 | KBO 통산 : 8년 | KBO 통산 : 8년 | 56    | 49    | .533  | 3.06     | 288   | 86    | 18    | 5     | 100      | 0     | 1020.2 | 885      | 77       | 387   | 20   | 421      | 24    | 6     | 15    | 388   | 347   | 4209     | 1.25    |

- 시즌 기록 중 굵은 글씨는 해당 시즌 최고 기록